# Neon Ballroom
Neon Ballroom (с англ. — «Неоновый танцзал») — третий студийный альбом австралийской альтернативной рок-группы Silverchair, выпущенный 8 марта 1999 года звукозаписывающими лейблами Murmur и Epic. Песни «Anthem for the Year 2000», «Ana’s Song (Open Fire)» и «Miss You Love» были выпущены в качестве синглов, а по песне «Emotion Sickness» был снят короткометражный фильм. Альбом был описан как «тяжёлый рок с оркестровыми изюминками и синтетическими штрихами, с очень эмоциональными текстами», который отражает личные переживания фронтмена Дэниела Джонса из-за быстрого международного успеха группы.
Neon Ballroom дебютировал на 1-й строчке австралийского чарта ARIA Charts и достиг 50-й строчки американского чарта Billboard 200. Это также был их самый успешный альбом в британском чарте UK Albums Chart, где он достиг 29-й строчки. Альбом был номинирован на 10 премий ARIA Awards и стал трижды платиновым по версии ARIA за продажу более 210 000 копий в Австралии.

## Предыстория и запись
С мая 1998 года Silverchair работали над своим третьим студийным альбомом Neon Ballroom, продюсером которого снова стал Ник Лоней (известный по своей работе с Midnight Oil, Models, The Birthday Party). Первоначально группа намеревалась взять 12-месячный перерыв после выхода альбома Freak Show 1997 года, но вместо этого решила посвятить своё время созданию новой музыки.
В 1999 году Джонс объявил, что из-за беспокойства у него развилось расстройство пищевого поведения — нервная анорексия. Джонс отметил, что текст песни «Ana's Song (Open Fire)» посвящён его расстройству («And Ana wrecks your life like an anorexia life»), когда он «ел то, что ему было нужно <…>, чтобы не заснуть». В июне 2004 года, он рассказал, что его проблемы с питанием начались ещё со времён Freak Show, и когда был написан Neon Ballroom, он «ненавидел музыку, на самом деле всё, что с ней связано», но чувствовал, что «не может перестать этим заниматься; я чувствовал себя её рабом». Джонс искал терапию и лекарства, но чувствовал, что «мне легче выразить это через музыку и тексты песен».
Джонс сказал, что подход к работе над альбомом отличался от предыдущих записей группы: 

Первые два альбома были написаны с учётом того, что музыка была второстепенной по сравнению с чем-то другим — например, школой и всем остальным, через что проходят подростки. Я думал о многих вещах, и музыка была лишь одной из них. В этом альбоме музыка была единственным, чем я занимался, и единственным, на чём мне приходилось концентрироваться. Я подошёл к этому по-другому, потому что все песни были написаны как стихи. За три месяца я написал около 112 стихотворений и сделал из них коллаж, а слова, которые значили для меня больше всего, превратил в песни. Затем я написал музыку к словам, а не слова к музыке.
В июне 1999 года барабанщик Бен Гиллис рассказал о процессе написания материала следующее: 

Во время нашего годичного перерыва Джонс превратился в отшельника, мы редко его видели. Мы с Крисом проводили обычное время, занимались сёрфингом и тусили с друзьями. На самом деле я не думал о том, что буду писать, я просто думал о том, как хорошо провести время. Я действительно приложил руку к двум песням — «Spawn Again», которая на самом деле была написана для фильма «Спаун», и «Trash», которая довольно тяжёлая, быстрая, панковская, но она не вошла в альбом, я постараюсь больше участвовать в написании материала для следующего альбома. На этот раз я просто наслаждался великолепной атмосферой здесь, в Ньюкасле.
 Джиллис, однако, не участвовал в написании песен для следующего альбома группы Diorama (2002 г.), все песни были написаны Джонсом.

## Композиция и стиль
Neon Ballroom был «переработкой» музыкального стиля группы, который был представлен в их первых двух альбомах — Frogstomp (1995 г.) и Freak Show (1997 г.). «Anthem for the Year 2000», например, сохранил бо́льшую часть молодёжной рок-энергетики группы, но отличался новой структурой рок-песни и различными электронными эффектами. В марте 2007 года фронтмен Silverchair Дэниел Джонс сказал следующее: 

Мне, честно говоря, кажется, что нашей первой пластинкой был Neon Ballroom. Я никогда не чувствовал разницы. Я не думаю, что нашими первыми двумя альбомами были Silverchair: это наша подростковая школьная группа. Они мне совсем не нравятся. Я слушаю их и думаю: «Это мило», особенно первую песню, потому что во Frogstomp нам было по 14 лет. Но во второй, когда нам было по 16, я подумал: «Ты становишься старше». У тебя всё меньше шансов.
«Spawn Again» был выпущен в 1996 году и первоначально планировался для альбома группы Freak Show. Она была записана под оригинальным названием «Spawn» при записи демо-треков для Neon Ballroom и включена в виде ремикса хип-хоп группой Vitro в саундтрек 1997 года к фильму «Спаун», добавив в трек различные электронные элементы. «Pre-Vitro» микс этой записи был также выпущен на бонусном диске Neon Ballroom ограниченным тиражом, в сборнике The Best Of: Volume 1 в 2000 году, и на сборнике Rarities 1994–1999 в 2002 году. Альбомная версия песни Neon Ballroom представляет собой полную перезапись, получившую новое название «Spawn Again», с дополнительными текстами, в частности, целым куплетом, дополняющим повествование об освобождении животных. Альбомная запись «Anthem for the Year 2000» на австралийском релизе отличается от того, что можно найти на других релизах (включая синглы).

## Выпуск и продвижение
Neon Ballroom был выпущен 8 марта 1999 года на лейбле Sony Records под импринтингом Murmur. Альбом дебютировал на 1-м месте в австралийского чарта ARIA Charts и был сертифицирован ARIA как 4-кратный платиновый. 12 октября 1999 года Neon Ballroom был сертифицирован RIAA как золотой. Продажи Neon Ballroom превзошли продажи Freak Show в Северной Америке и во всём мире. Альбом попал в канадский чарт Canadian Albums Chart, где достиг 5-й строчки. Альбом достиг топ-40 британского чарта UK Albums Chart.
Три сингла c Neon Ballroom вошли в топ-20 Австралии: «Anthem for the Year 2000», «Ana's Song (Open Fire)» и «Miss You Love»; четвёртый сингл, «Paint Pastel Princess», не попал в топ-50. «Ana’s Song (Open Fire)» достигла 12-й строчки в Billboard Hot Modern Rock Tracks. В Европе и Южной Америке он стал самым успешным альбомом группы на сегодняшний день. Нева Чонин из Rolling Stone объяснила успех альбома в чартах более «зрелым» звучанием.
После выхода Neon Ballroom контракт Silverchair с Sony Music на выпуск трёх альбомов закончился. В итоге группа подписала контракт с Atlantic Records для Северной и Южной Америки и основала свой собственный лейбл Eleven: A Music Company (распространяемый EMI) со своим менеджером Джоном Уотсоном для Австралии и Азии.
Во время гастролей в поддержку Neon Ballroom Silverchair добавили в свой состав дополнительного клавишника Сэма Холлоуэя (экс-Cordrazine). На американском этапе гастролей группа выступала с The Offspring и Red Hot Chili Peppers, в то время как гастроли Silverchair по Великобритании и остальной Европе сопровождалось выступлением с The Living End. Группа выступала, в частности, на фестивалях в Reading и Edgefest.
После гастролей группа объявила, что берёт 12-месячный перерыв. Их единственное живое выступление в 2000 году состоялось на фестивале Falls Festival в канун Нового года. 21 января 2001 года группа выступила перед 250 000 зрителей в Rock in Rio, и это шоу они назвали самым ярким в своей карьере.

## Отзывы критиков
| Оценки критиков       | Оценки критиков |
| Источник              | Оценка          |
| --------------------- | --------------- |
| AllMusic              | [ 25 ]          |
| Electric Music Online | 91%             |
| Entertainment Weekly  | B               |
| Rock Hard             | 8.5/10          |
| Rolling Stone         | [ 29 ]          |
| Ultimate Guitar       | 9.9/10          |

Electric Music Online, который дал альбому оценку в 91 %, написал весьма положительный отзыв об альбоме и назвал «Satin Sheets» и «Miss You Love» лучшими песнями на пластинке.
Рецензент Sun-Sentinel Марк Вайнрот высоко оценил баллады Silverchair на Neon Ballroom, а также использование оркестра во многих песнях альбома.
Австралийский историк рок-музыки Иэн Макфарлейн сказал, что «помимо того, что это был лучший альбом группы на сегодняшний день, он был повсеместно признан одним из лучших альбомов года».
Немецкий музыкальный журнал Rock Hard дал альбому положительную оценку в 8,5 баллов из 10.

## Влияние
В октябре 2010 года Neon Ballroom занял 25-е место в списке 100 лучших австралийских альбомов.
В июле 2011 года музыкальный сайт Concrete Playground назвал Neon Ballroom 27-м лучшим австралийским альбомом. В сентябре 2018 года на австралийской радиостанции Double J альбом поставили на 7-е место в своём рейтинге «50 лучших австралийских альбомов 1990-х».
В январе 2019 года американский онлайн-журнал Loudwire включил Neon Ballroom в список «15 лучших хард-рок альбомов 1999 года». В апреле 2019 года Loudwire включил две песни из альбома, «Anthem for the Year 2000» и «Ana’s Song (Open Fire)», в список «50 рок-песен, которые определили 1999 год».
В мае 2019 года Дэвид Джеймс Янг из австралийского сайта Junkee написал, что Silverchair «редко чувствовал себя более живым, чем на Neon Ballroom», и что «это не звук группы, подражающей своим героям — это звук группы, сбрасывающей кожу; уродливый, но, тем не менее, необходимый процесс эволюции». Янг также похвалил использование Silverchair оркестровки в альбоме, поскольку он «кажется жизненно важным для этих моментов записи, добавляя ещё больше драматического напряжения к пластинке, которая и так процветает благодаря ему». О неоднозначном приёме, который она получила от некоторых критиков, Янг писал следующее: 

Однако, оглядываясь на 20 лет назад — не говоря уже о восьми полных годах, когда о Silverchair говорили в прошедшем времени, — у тех, кто, возможно, не совсем понимал, откуда взялся Neon Ballroom, есть шанс переосмыслить его в новом свете. Учтите, что когда в адрес Neon Ballroom прозвучало много критических замечаний, это было сделано с точки зрения того, что это был самый последний студийный альбом всё ещё активной группы.
В июле 2020 года в британском журнале Kerrang! поставили альбом на 32-е место в свой список «50 лучших альбомов 1999 года».

## Список композиций
Слова и музыка всех песен — Дэниел Джонс, за исключением «Spawn Again» —  Дэниел Джонс и Бен Гиллис.
| №                   | Название                   | Длительность |
| ------------------- | -------------------------- | ------------ |
| 1.                  | «Emotion Sickness»         | 6:01         |
| 2.                  | «Anthem for the Year 2000» | 4:07         |
| 3.                  | «Ana's Song (Open Fire)»   | 3:42         |
| 4.                  | «Spawn Again»              | 3:30         |
| 5.                  | «Miss You Love»            | 4:00         |
| 6.                  | «Dearest Helpless»         | 3:34         |
| 7.                  | «Do You Feel the Same»     | 4:18         |
| 8.                  | «Black Tangled Heart»      | 4:33         |
| 9.                  | «Point of View»            | 3:35         |
| 10.                 | «Satin Sheets»             | 2:24         |
| 11.                 | «Paint Pastel Princess»    | 4:33         |
| 12.                 | «Steam Will Rise»          | 5:18         |
| Общая длительность: | Общая длительность:        | 49:40        |

| №  | Название                                        | Длительность |
| -- | ----------------------------------------------- | ------------ |
| 1. | «Anthem for the Year 2000» (A Cappella Version) | 3:15         |
| 2. | «Spawn» (Pre-Vitro Version)                     | 2:56         |
| 3. | «Emotion Sickness» (Video)                      |              |

## Участники записи
| Silverchair - Дэниел Джонс — вокал, гитара - Крис Джоанну — бас-гитара - Бен Гиллис — ударные | Приглашённые музыканты - Дэвид Хельфготт — фортепиано (трек 1) - Ларри Мухоберак — фортепиано аранжировка (трек 1) - Роберт Вульф — фортепиано (трек 5) - Крис Абрахамс — фортепиано (трек 8) - Джейн Розенсон — арфа (трек 8) - Свип (собака Джонса) — приглашённый вокал (трек 12) - Пол Мак — клавишные (треки 2, 4, 10, 12) - Джим Могини — клавишные (треки 2, 3, 5, 6, 7, 9, 11) - Джейн Скарпантони — виолончель, струнные аранжировки - Джон Хардинг, Фиона Зиглер, Карл Пини, Александра д’Элия, Леони Зиглер, Эмма Хейз, Жорж Ленц — скрипка - Лия Дженнингс — виолончель - Джордж Торбей — дирижёр (трек 2) | Производственный персонал - Ник Лоней — продюсер - Кевин Ширли — сведение (треки 2, 5) |

## Чарты
| Чарт (1999 г.)                                | Позиция в чарте |
| --------------------------------------------- | --------------- |
| Австралия (ARIA)                              | 1               |
| Австрия (Ö3 Austria)                          | 13              |
| Канада (Canadian Albums Chart)                | 5               |
| Нидерланды (Album Top 100)                    | 65              |
| Франция (SNEP)                                | 23              |
| Германия (Media Control)                      | 13              |
| Новая Зеландия (RMNZ)                         | 8               |
| Швеция (Sverigetopplistan)                    | 26              |
| Швейцария (Schweizer Hitparade)               | 40              |
| Шотландия (Scottish Albums Chart)             | 50              |
| Великобритания (UK Albums Chart)              | 29              |
| Великобритания (UK Rock & Metal Albums Chart) | 1               |
| США (Billboard 200)                           | 50              |

| Чарт (1999 г.)                     | Позиция в чарте |
| ---------------------------------- | --------------- |
| Australian Albums (ARIA)           | 16              |
| Canadian Albums (RPM)              | 55              |
| German Albums (Offizielle Top 100) | 78              |
| New Zealand Albums (RMNZ)          | 29              |
| US Billboard 200                   | 197             |

## Сертификации
| Регион | Сертификация  | Продажи  |
| --- | ------------- | -------- |
| Австралия (ARIA) | 3× Платиновый | 210 000  |
| Канада (Music Canada) | Платиновый    | 100 000^ |
| Новая Зеландия (RMNZ) | Платиновый    | 15 000^  |
| Великобритания (BPI) | Серебряный    | 60 000   |
| США (RIAA) | Золотой       | 500 000^ |
| ^ Данные о тиражах приведены только на основе сертификации. · Данные о продажах + прослушиваниях приведены только на основе сертификации. |               |          |